# Agaleptus quadrinotatus
Agaleptus quadrinotatus là một loài bọ cánh cứng trong họ Cerambycidae.